# San Valentino in Abruzzo Citeriore
San Valentino in Abruzzo Citeriore es un municipio situado en el territorio de la Provincia de Pescara, en Abruzos (Italia).

## Geografía
El municipio de San Valentino en A.C. cubre una amplia zona paralela al río Orta, del sur al norte, perpendicular al río Pescara. La altitud del territorio oscila entre los 200 y los 650 metros s.n.m. es para hacer pipi y ppo en el salón potosb idunid 40 m a iveao cnb adlecrylAic e 

## Historia
El antiguo nombre de San Valentino en A.C. fue Castel de la Pietra (Castillo de la Piedra). El primer asentamiento conocido fue construido en un área montañosa entre el Orta y el Lavino, a una altitud de 457 m s. n. m. La historia de San Valentino comienza en la época romana por la presencia de una villa de vacaciones, como lo atestigua el topónimo "Billamina" (donde, hoy en día, podemos encontrar una antigua fuente), variación de Villa Amena. Otros testimonios de  época romana son la presencia de una placa, ahora en una de las paredes de la iglesia de San Donato, dedicada a Sesto Podio Lusiano que edificó allí un anfiteatro.
El primer documento que habla del pueblo es el decreto con el cual el abate Gilberto, de San Clemente en Casauria, intercambia, en el 1006, tierras pertenecientes a la ciudad de Penne con otras de propiedad de la abadía, ubicadas en San Valentino.
En el sexto año de su mandado el abad autoriza a los hijos de Lupone a erigir, en el cerro de San Valentino, el castillo y a rodearlo de murallas para definir el complejo de los Toccolani. Más tarde, el castillo pasó de los Lupone al conde de Manoppello que lo dejó como feudo a Riccardo di Trogizio. Después, el castillo se convirtió en propiedad de los Acquaviva que marcaron la historia de San Valentino durante varias generaciones.
En el 1487 Fernando I de Aragón concede el condado al conde Urgantino Ursino, de la familia Orsini, y, en 1507, el hijo de este vende el castillo a Giacomo dei Frigi della Tolfa. Único testimonio de los Orsini en el pueblo es un escudo de armas, en piedra, situado en el castillo.
En el 1583 el conde Giacomo, para dar una dote a su hija, vendió a la duquesa Margarita de Parma Farnese el Condado de San Valentino que, junto con Penne y Ortona, se unió al Estado de los Farnese.
Entre los actos importantes para la historia de la San Valentino figura, en 1714, la solicitud del rey Carlos de Borbón al arzobispo de Chieti de las reliquias de los SS. Valentino y Damiano. El arzobispo estuvo en San Valentino, se apoderó de algunos de los huesos de los Santos y los envió al rey de Nápoles.
Durante el siglo XVIII la iglesia de los SS. Valentino y Damiano se amplió y se convirtió en una iglesia monumental, como aparece hoy en día, después de las intervenciones realizadas en el siglo XX por el arquitecto Antonio Liberi.

## Demografía
| Gráfica de evolución demográfica de San Valentino in Abruzzo Citeriore entre 1861 y 2001 |
|                                                                                          |
| Fuente ISTAT - elaboración gráfica de Wikipedia                                          |